# Angelo Sperandio
Angelo Sperandio (Teramo, 4 novembre 1940) è un politico italiano.

## Biografia
Nato a Teramo, si laurea in matematica all'Università dell'Aquila, diventando in seguito insegnante in Lombardia. Proseguì in seguito la sua attività di docente tornando nella città natìa, diventando poi dirigente scolastico.

### Sindaco di Teramo
Sperandio è stato candidato sindaco della città alle elezioni amministrative del 1995, sostenuto da una coalizione di centro-sinistra, vincendo al primo turno con il 50,8% dei voti. Ricandidato per un secondo mandato alle elezioni del 1999, è stato eletto nuovamente sindaco al primo turno con il 53,7% dei voti, avendo la meglio sul candidato Giovanni Chiodi del Polo per le Libertà.